# Opistophthalmus pallipes
Espèce
Synonymes
- Opisthophthalmus laticauda crinita Lawrence, 1955

Opistophthalmus pallipes est une espèce de scorpions de la famille des Scorpionidae.

## Distribution
Cette espèce se rencontre en Afrique du Sud et en Namibie.

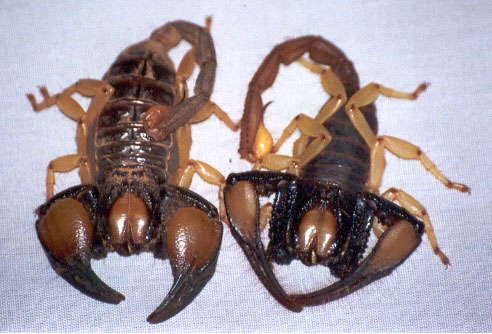
Opistophthalmus pallipes

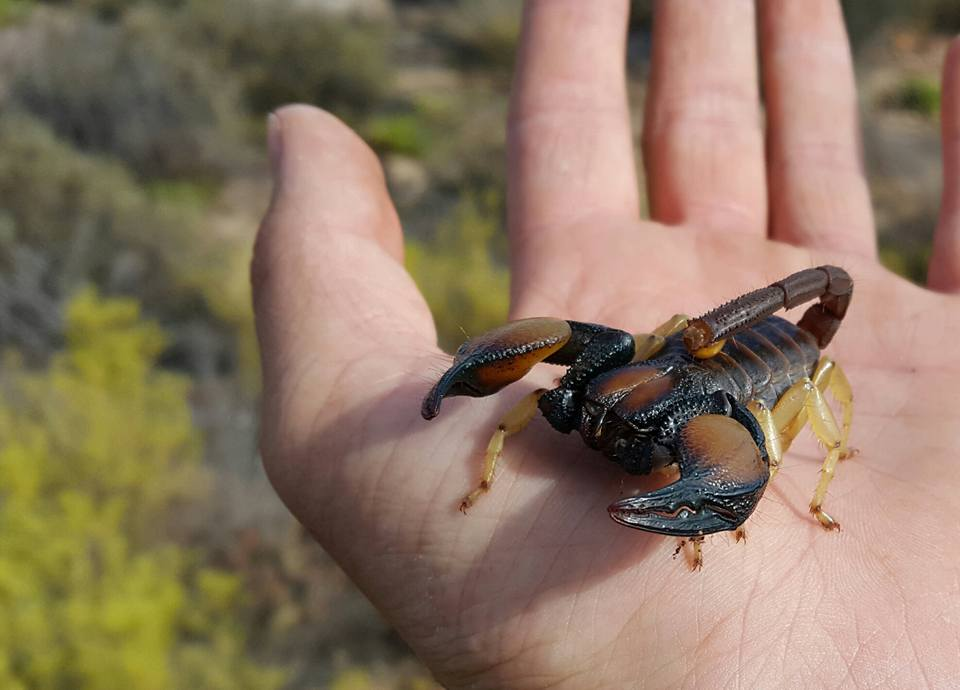
Opistophthalmus pallipes

## Publication originale
- C. L. Koch, 1842 : Die Arachniden. C.H. Zeh, Nürnberg, vol. 10, p. 1–20 (texte intégral).